# Mustelus higmani
A Mustelus higmani a porcos halak (Chondrichthyes) osztályának a kékcápaalakúak (Carcharhiniformes) rendjébe, ezen belül a nyestcápafélék (Triakidae) családjába és a Triakinae alcsaládjába tartozó faj.

## Előfordulása
A Mustelus higmani előfordulási területe az Atlanti-óceán nyugati fele Dél-Amerika partjainál. Venezuela északi részétől egészen Brazíliáig lelhető fel.

## Megjelenése
Ez a porcos hal általában 55 centiméter hosszú, de 70 centiméteresre is megnőhet. 48 centiméteresen már felnőttnek számít.

## Életmódja
A kontinentális self homokos, iszapos és meszes aljzatának közelében él. Néha a sekély vizű brakkvizes részekbe is beúszik. 900 méteres mélységben is megtalálható. Főleg rákokkal (Xiphopenaeus kroyeri) táplálkozik, de ezek mellett csontos halakat, kalmárokat és űrbelűeket (Coelenterata) is fogyaszt. Mivel a halászáskor egyszerre csak egynemű példányok vannak, feltehető, hogy a két különböző nemű példányok külön élnek.

## Szaporodása
Elevenszülő állat, amelynek szikzacskószerű méhlepénye van. Egy alomban 1-7 kis cápa van.

## Felhasználása
A Mustelus higmaninak ipari mértékű a halászata. Az ember szívesen fogyassza.